# Héctor Mata
Héctor Mata (ur. 27 stycznia 1991) – wenezuelski siatkarz, grający na pozycji libero. Reprezentował swój kraj na Mistrzostwach Świata 2014.

## Sukcesy klubowe
Mistrzostwo Wenezueli:
- 2016, 2017

## Sukcesy reprezentacyjne
Puchar Panamerykański Juniorów:
- 2011

Mistrzostwa Ameryki Południowej:
- 2017
- 2011

## Nagrody indywidualne
- 2011: Najlepszy libero Igrzysk Panamerykańskich
- 2017: Najlepszy libero, broniący i przyjmujący Pucharu Panamerykańskiego
- 2017: Najlepszy libero Mistrzostw Ameryki Południowej